# زاگرادینا
زاگرادینا (به صربی: Zagradina) یک منطقهٔ مسکونی در صربستان است که در پریبوی واقع شده‌است. زاگرادینا ۲۴۸ نفر جمعیت دارد.